# Lijst van voetbalinterlands Dominicaanse Republiek - Nederlandse Antillen
Deze lijst van voetbalinterlands is een overzicht van alle officiële voetbalwedstrijden tussen de nationale teams van de Dominicaanse Republiek en de Nederlandse Antillen. De landen speelden vier keer tegen elkaar. De eerste ontmoeting, een kwalificatiewedstrijd voor de Caribbean Cup 1995, werd gespeeld in Santo Domingo op 28 mei 1995. Het laatste duel, een vriendschappelijke wedstrijd, vond plaats op 28 april 2004 in Willemstad.

## Wedstrijden
| № | Plaats        | Datum         | Competitie                      | Wedstrijd                                     | Uitslag |
| - | ------------- | ------------- | ------------------------------- | --------------------------------------------- | ------- |
| 1 | Santo Domingo | 28 mei 1995   | Caribbean Cup 1995 kwalificatie | Dominicaanse Republiek − Nederlandse Antillen | 1 − 2   |
| 2 | Santo Domingo | 4 mei 1996    | WK 1998 kwalificatie            | Dominicaanse Republiek − Nederlandse Antillen | 2 − 1   |
| 3 | Willemstad    | 11 mei 1996   | WK 1998 kwalificatie            | Nederlandse Antillen − Dominicaanse Republiek | 0 − 0   |
| 4 | Willemstad    | 28 april 2004 | Vriendschappelijk               | Nederlandse Antillen − Dominicaanse Republiek | 3 − 1   |

## Samenvatting
| Competitie                 | Totaal gespeeld | Winst Dom. Rep. | Gelijk | Winst Ned. Ant. | Doelsaldo Dom. Rep. – Ned. Ant. |
| -------------------------- | --------------- | --------------- | ------ | --------------- | ------------------------------- |
| WK-kwalificatie            | 2               | 1               | 1      | 0               | 2 − 1                           |
| Caribbean Cup-kwalificatie | 1               | 0               | 0      | 1               | 1 − 2                           |
| Vriendschappelijk          | 1               | 0               | 0      | 1               | 1 − 3                           |
| Totaal                     | 4               | 1               | 1      | 2               | 4 − 6                           |

Wedstrijden bepaald door strafschoppen worden, in lijn met de FIFA, als een gelijkspel gerekend.
FEDOFUTBOL · A-internationals · Bondscoaches · Vrouwenvoetbalelftal van de Dominicaanse Republiek
1970 – 1979 ·
1980 – 1989 ·
1990 – 1999 ·
2000 – 2009 ·
2010 – 2019 ·
2020 − 2029
Amerikaanse Maagdeneilanden ·
Anguilla ·
Antigua en Barbuda ·
Aruba ·
Bahama's ·
Barbados ·
Belize ·
Bermuda ·
Britse Maagdeneilanden ·
Chili ·
Costa Rica ·
Cuba ·
Curaçao ·
Dominica ·
El Salvador ·
Guatemala ·
Guyana ·
Haïti ·
Indonesië ·
Kaaimaneilanden ·
Montserrat ·
Nederlandse Antillen ·
Nicaragua ·
Panama ·
Peru ·
Puerto Rico ·
Saint Kitts en Nevis ·
Saint Lucia ·
Saint Vincent en de Grenadines ·
Servië ·
Suriname ·
Trinidad en Tobago ·
Turks- en Caicoseilanden ·
Venezuela ·
Verenigde Arabische Emiraten
NAVU · A-internationals · Nederlands-Antilliaans vrouwenelftal · Olympisch elftal
Antigua en Barbuda ·
Aruba ·
Bahama's ·
Barbados ·
Bermuda ·
Colombia ·
Costa Rica ·
Cuba ·
Denemarken ·
Dominicaanse Republiek ·
El Salvador ·
Grenada ·
Guatemala ·
Guyana ·
Haïti ·
Honduras ·
Jamaica ·
Kaaimaneilanden ·
Mexico ·
Nederland ·
Nicaragua ·
Panama ·
Puerto Rico ·
Saint Lucia ·
Saint Vincent en de Grenadines ·
Suriname ·
Trinidad en Tobago ·
Venezuela · 
Verenigde Staten